# Parameta defecta
Parameta defecta är en spindelart som beskrevs av Embrik Strand 1906. Parameta defecta ingår i släktet Parameta och familjen käkspindlar. Inga underarter finns listade i Catalogue of Life.